# Gian Galeazzo II Manfredi
Gian Galeazzo II Manfredi (Faenza, 1418 – 1465) è stato un condottiero italiano e settimo signore di Faenza.

## Biografia
Nacque dopo la morte del padre Gian Galeazzo Manfredi. Fu signore sovrano e vicario pontificio di Faenza, conte di Brisighella e Val Lemone, signore e vicario pontificio di Fusignano e Donigaglia, e signore di Savignano, Gesso, Cesate, Quarneto, Fognano, Cavina, Fornazzano, San Cassiano, Montalbergo, Santa Maria a Montalto, San Procolo e Castel Laderchio nel 1410, insieme al fratello Astorre II Manfredi.
Fu capitano dell'esercito papale nel 1459, accompagnando papa Pio II al congresso di Mantova in cui doveva trattarsi della lega generale per fare la guerra ai turchi, che peraltro non fu conclusa.
Il 12 dicembre 1451 sposò a Mirandola Parisina (1440-2 luglio 1495), figlia di Niccolò di Giovanni I Pico signore ereditario della Mirandola e di Maddalena Pallavicino. Morì senza eredi nel 1465.